# 한덕수 (기업인)
한덕수(1974년 12월 13일~)는 대한민국의 기업인이다. 2015년 주식회사인 씨앤알테크를 설립하여 IoT 분야 사업 중이다.

## 학력
- 2008년 고려대학교 컴퓨터정보통신대학원 S/W 공학 석사

## 경력
- 1999년 ㈜텔슨전자 Call Processing, UI 개발, Device Driver
- 2001년 ㈜노바펙스모바일 Call Processing, CDG2/3 인증, BT
- 2006년 ㈜애니데이터넷 CDMA Modem 개발, 해외사업자인증
- 2007년 ㈜로봇피아 Home appliance 제품개발, FAE
- 2009년 셀롯와이어리스㈜ CDMA USB Modem 개발, 사업자인증
- 2010년 위텔레콤㈜ Mobile AP/ USB Modem 개발, 사업자인증
- 2013년 Smart Plug 개발, Battery 검사장비 origa2 인증모듈개발, Paprika 농장환경모니터링장비개발, 중량센서모듈개발
- 2015년 아두이노
- 2015년 현 ㈜ 씨앤알테크 대표이사

## 수상 경력
- 제14회 이러닝 우수기업 콘테스트 우수상

## 산업재산권

### 등록
- 제10-1734476호

센서 출력 보정 장치 및 보정 방법
- 제10-1809224호

착탈 가능한 음식물 부패 측정 모듈을 갖는 용기
- 제10-1843831호
- PCT/KR2017/002652
- 30-2018-0008794
- 30-2018-0008793

쪼물락 코딩 블록
- EP17896170.2(유럽)
- US16093235(미국)
- PIIE6180575P(중국)

Unplugged Coding Block
- C-2018-035916

센서출력보정 프로그램